# Neopithecops dorothea
Neopithecops dorothea är en fjärilsart som beskrevs av John Nevill Eliot. Neopithecops dorothea ingår i släktet Neopithecops och familjen juvelvingar. Inga underarter finns listade i Catalogue of Life.